# Mistrovství Československa v silniční cyklistice 1983
Mistrovství Československa v silniční cyklistice 1983 se konalo ve 3 disciplínách mužů a jedné žen.

## Časovka družstev
Časovka družstev na 4x100 km se jel 27. července 1983 v Děčíně
| Poř.             | Družstvo              | Jméno                                                           | Čas        |
| Zlatá medaile    | Dukla Brno II         | Jiří Boháč Miloš Hrazdíra Michal Klasa Jiří Škoda               | 2:00:47 h  |
| Stříbrná medaile | Dukla Brno III        | Vladimír Hrůza Jonák Igor Sláma Miroslav Sýkora                 | - 2:02 min |
| Bronzová medaile | Dukla Brno I          | Vladimír Dolek Ladislav Foldyna Květoslav Palov Vetterl         | - 3:44 min |
| 4                | Dukla Trenčín         | Miroslav Junec Zöld Mäsiar Vendelín Kvetan                      | - 4:41 min |
| 5                | Inter Bratislava      | Milan Jurčo Anton Novosad Prívara František Vanko               | - 5:00 min |
| 6                | ŽD Bohumín            |                                                                 | - 5:23 min |
| 7                | RH Plzeň I            | Vladimír Vávra Alipi Kostadinov Ladislav Ferebauer Petr Vopálka | - 5:27 min |
| 8                | Dukla Praha - stíhači |                                                                 | - 5:35 min |
| 9                | Dukla Praha I         |                                                                 | - 7:12 min |
| 10               | Dukla Praha II        |                                                                 | - 7:22 min |

## Závod jednotlivců
Závod jednotlivců na 201,6 km se jel 30. července 1983 v Plzni
| Poř.             | Jméno              | Oddíl             | Čas     |
| Zlatá medaile    | Jiří Škoda         | Dukla Brno        | 4:34:26 |
| Stříbrná medaile | Miroslav Sýkora    | Dukla Brno        | - 0:43  |
| Bronzová medaile | Luděk Štyks        | RH Plzeň          | -0:43   |
| 4                | Květoslav Palov    | Dukla Brno        | -0:55   |
| 5                | Ladislav Novák     | ŽD Bohumín        | -2:27   |
| 6                | Milan Jurčo        | Inter Bratislava  | -2:27   |
| 7                | Ladislav Ferebauer | RH Plzeň          | -2:31   |
| 8                | Miloš Hrazdíra     | Dukla Brno        | -2:31   |
| 9                | Matějka            | RH Plzeň          | -2:43   |
| 10               | Anton Novosad      | Inter Bratislava  | -5:38   |
| 11               | Radomír Šimůnek    | RH Plzeň          | -5:38   |
| 12               | Šťastný            | AŠ Mladá Boleslav | -5:38   |
| 13               | Svatopluk Henke    | RH Plzeň          | -5:38   |
| 14               | Alois Dohnal       | Baník Ostrava     | -5:38   |
| 15               | Alipi Kostadinov   | RH Plzeň          | -5:38   |
| 16               | Jiří Fojt          | Baník Příbram     | -5:38   |
| 17               | Zöld               | Baník Ostrava     | -5:41   |
| 18               | Hynek Dvořáček     | Baník Ostrava     | -5:59   |
| 19               | Jaroslav Čaprnka   | Spartak Dubnica   | -9:46   |
| 20               | Rostislav Veteška  | ŽD Bohumín        | -10:58  |

## Časovka jednotlivců
Časovka jednotlivců na 47 km se jela 8. října 1983 v Mostu pri Bratislavě
| Poř.             | Jméno             | Oddíl             | Čas     |
| Zlatá medaile    | Milan Jurčo       | Inter Bratislava  | 1:08:09 |
| Stříbrná medaile | Vladimír Hrůza    | Dukla Brno        | 1:08:25 |
| Bronzová medaile | Jiří Fojt         | Baník Příbram     | 1:08:51 |
| 4                | Konrád            | Spartak Dubnica   | 1:09:24 |
| 5                | Miroslav Sýkora   | Dukla Brno        | 1:09:41 |
| 6                | Pavel Soukup      | Favorit Brno      | 1:09:41 |
| 7                | Vlastibor Konečný | Dukla Brno        | 1:09:44 |
| 8                | Vladimír Dolek    | Dukla Brno        | 1:09:44 |
| 9                | Milan Křen        | RH Hradec Králové | 1:09:52 |
| 10               | Fišer             | Dukla Brno        | 4:10:07 |

## Závod jednotlivců – ženy
Závod žen na 55 km se jel 4. srpna 1983 v Holých Vrchách
| Poř.             | Jméno      | Oddíl            | Čas     |
| Zlatá medaile    | Buriánková | LIAZ Jablonec    | 1:44:22 |
| Stříbrná medaile | Křížková   | Dynamo ZČE Plzeň | 1:44:22 |
| Bronzová medaile | Červová    | KOVO Praha       | -0:10   |